# Prix international d'humour Gat-Perich
Pour les articles homonymes, voir Gat et Perich (homonymie).
Le Prix international de l'humour Gat-Perich est un annuel décerné depuis 1996 à des professionnels du dessin de presse, du dessin satirique, voire de l'humour en général, en mémoire de Jaume Perich.
Le prix consiste en un trophée avec une reproduction d'un des célèbres chats dessinés par Perich. Un groupe formé par un représentant de chacun des journaux publiés en Catalogne se réunit chaque année pour décider qui mérite le prix.

## Prix Gat Perich
- 1996 : Plantu ()
- 1997 : El Roto (Andrés Rábago)
- 1998 : Georges Wolinski ()
- 1999 : Miguel Gila (surtout acteur)
- 2000 : Forges
- 2001 : Antonio Mingote
- 2002 : Gallego & Rey (José Maria Gallego & Julio Rey)
- 2003 : Miquel Ferreres (es)
- 2004 : Toni Batllori (ca)
- 2005 : Fer (ca)
- 2006 : Pepe Rubianes (acteur)
- 2007 : Kim
- 2008 : Marjane Satrapi ()
- 2009 : Kap et Andreu Buenafuente Moreno
- 2010 : Quino () et El Tricicle (es)
- 2011 : Romeu et Ricardo ()
- 2015 : El Gran Wyoming (acteur) et Willem () (dessinateur)
- 2016 : Toni Soler et son équipe (médias) ; Andrés Vázquez de Sola (dessinateur) ; Josep Maria Cadena (ca) (critique)
- 2017 : Peridis (es) (dessinateur) ; Òscar Andreu (ca) et Òscar Dalmau (ca) (humoristes)
- 2018 : Judit Martín (sv) (actrice), Flavita Banana (es) (dessinatrice)

## Prix honorifique Gat Perich
- 1997 : Cesc
- 1999 : Renfe
- 2003 : Alfons Figueras
- 2007 : Joaquim Muntañola (es)
- 2008 : Máximo
- 2018 : El Jueves (magazine satirique, pour ses 40 ans)

## Prix posthume Gat Perich
- 1996 : El Perich
- 1997 : Gin
- 2010 : Fernando Krahn (ca)